# Feldhockey-Bundesliga (Herren)
Die 1969 eingeführte Feldhockey-Bundesliga ist die höchste nationale Spielklasse im deutschen Herren-Hockey. Seit der Saison 2003/04 gibt es eine eingleisige Bundesliga mit zwölf Mannschaften. Darunter folgt die 2. Bundesliga, die jeweils in eine Nord- und eine Südgruppe zu je zehn Teams gegliedert ist. Anschließend kommen die vier Regionalligen (Süd, West, Ost, Nord). Die beiden letztplatzierten Teams steigen in die 2. Bundesliga ab, die Meister der 2. Bundesliga steigen auf.
Die Gesamtstruktur der Ligen ist im Artikel zum deutschen Hockeyligasystem ausführlich dargestellt.

## Geschichte

### Einführung 1969
Die Bundesliga wurde 1969 zunächst in zwei Sechser-Gruppen eingeführt. Folgende Clubs qualifizierten sich zur ersten Spielzeit 1969/70:
- Nord: Schwarz-Weiß Neuss, Rot-Weiss Köln, Schwarz-Weiß Köln, Gladbacher HTC, Uhlenhorster HC, Klipper THC, DHC Hannover
- Süd: Berliner HC, SC Frankfurt 1880, TSG Kaiserslautern, HC Heidelberg, HC Ludwigsburg, Rot-Weiß München

Später wurden die beiden Gruppen Nord und Süd auf je acht Teams aufgestockt.

### Saisonumstellung 2003/04
34 Jahre nach Gründung wurde die Feldhockey-Bundesliga erstmals eingleisig ausgetragen. Die Gründung zur Saison 1969 verlief einfacher als der Weg zur Eingleisigkeit. Seit den achtziger Jahren gab es immer wieder Versuche, die in zwei Gruppen Nord und Süd spielende Liga zu reformieren. Meist gab es für solche Bemühungen aus finanziellen Gründen eine deutliche Abfuhr auf den zuständigen DHB-Bundestagen. In Duisburg beschloss ein eigens dafür einberufenen Außerordentlichen Bundestag am 12. Januar 2002 mit letztlich großer Stimmenmehrheit, ab der Feldsaison 2003 eine eingleisige Feld-Bundesliga einzuführen. Damit sank die Zahl der Erstligisten von 16 (zwei Gruppen je acht) auf zwölf. Qualifiziert für die neue Liga waren die fünf erstplatzierten Mannschaften beider Gruppen, die sechstplatzierten Mannschaften mussten eine Relegation gegen die Meister der beiden 2.Ligen durchführen, wobei die Erstligisten SW Neuss und SC Frankfurt 1880 die Oberhand behielten. Gleichzeitig erfolgte eine Angleichung der Spielsaison auf den internationalen Spielplan. Fanden bis dahin die Spiele von April bis September statt, folgte nun eine Umstellung auf den Zeitraum von September bis Juni, unterbrochen von der Hallenhockey-Saison. Damit war die Saison 2003/04 eine Übergangssaison über eineinhalb Jahre, in der zwei deutsche Meisterschaften ausgespielt wurden. Für die Endrunde 2003 qualifizierten sich die vier erstplatzierten Teams der Hinrunde. Der deutsche Meister 2004 wurde durch ein Finale der beiden besten Teams ermittelt. Beide Titel sicherte sich der Club an der Alster.

### Modus von 2007/08 bis 2010/11
Zur Saison 2007/08 wurde versuchsweise ein neues Spielsystem eingeführt.
In der Vorrunde (Ligaphase) der Meisterschaftsspiele der 1. Bundesliga Herren spielten die 12 Mannschaften in einer einfachen Runde jeder gegen jeden ohne Rückspiel.
Die Mannschaften, die nach Abschluss der Gruppenspiele der Vorrunde die Plätze eins bis acht belegten, ermittelten in Play-off-Spielen Best of Three der Viertelfinalrunde (Eins – Acht, Zwei – Sieben, Drei – Sechs, Vier – Fünf) an zwei Wochenenden die Teilnehmer an der Meisterrunde und an der Hoffnungsrunde. Die Mannschaft, die jeweils zwei Spiele gewann, war Gesamtsieger dieser Spielpaarungen und war teilnahmeberechtigt an der Meisterrunde. Die jeweils unterlegene Mannschaft spielte in der Hoffnungsrunde. In der Meisterrunde und in der Hoffnungsrunde wurde eine einfache Runde jeder gegen jeden gespielt. Das Endspiel um die deutsche Meisterschaft bestritten der Erste und der Zweite der Meisterrunde. Der Dritte der Meisterrunde und der Sieger der Hoffnungsrunde spielten den dritten Teilnehmer an der Euro Hockey League aus.
Die Mannschaften, die nach Abschluss der Gruppenspiele die Plätze neun bis zwölf belegen, ermittelten in einer Doppelrunde (Abstiegsrunde) jeder gegen jeden mit Hin- und Rückspielen die beiden Absteiger in die 2. Bundesliga. Die in den Spielen der Vorrunde erzielten Ergebnisse wurden nicht übernommen.
Bei den Gruppenspielen der Vorrunde, der Meisterrunde, der Hoffnungsrunde und der Abstiegsrunde wurde das nach der regulären Spieldauer (2 × 35 Minuten) gewonnene Spiel mit drei Punkten für die siegreiche und mit null Punkten für die unterlegene Mannschaft gewertet. Das nach Ablauf der regulären Spieldauer (2 × 35 Minuten) unentschiedene Spiel wurde durch ein 7-Meter-Schießen entschieden. Die Mannschaft, die danach als Sieger feststeht, erhielt zwei Punkte, der Verlierer einen Punkt.
Zur Saison 2008/09 wurden die Meisterrunde und die Hoffnungsrunde durch Play-off-Spiele Best of Three ersetzt und das 7-Meter-Schießen durch ein Penalty-Schießen. Zur Saison 2010/11 entschied bei unentschiedenem Ausgang wieder ein 7-Meter-Schießen.

### Modus seit der Saison 2011/12
Seit der Saison 2011/12 spielen die 12 Mannschaften wieder in einer doppelten Runde (Hauptrunde) jeder gegen jeden. Die vier besten Teams qualifizieren sich für die Endrunde, die an einem Wochenende ausgetragen wird. Am Samstag finden die Halbfinalspiele statt (Erster – Vierter, Zweiter – Dritter), am Sonntag das Endspiel um die deutsche Meisterschaft. Ein Spiel um den dritten Platz gibt es nicht mehr. Die drei Plätze in der Euro Hockey League erhalten die beiden Endspielteilnehmer und der bestplatzierte Nicht-Endspielteilnehmer der Hauptrunde.
Seit der Saison 2013/14 wird die Teilnahmeberechtigung an der Euro Hockey League in folgender Reihenfolge vergeben: (1) Deutscher Meister, (2) Liga-Meister, die nach Abschluss der Gruppenspiele bestplatzierte Mannschaft, (3) deutscher Vizemeister, (4) die nach Abschluss der Gruppenspiele bestplatzierte Mannschaft, die nicht Deutscher Meister, Vizemeister oder Liga-Meister ist.

## Medien
Seit der Saison 2023/2024 werden alle Spiele der Feldhockey-Bundesliga auf Dyn live übertragen.